# Scoparia ischnoptera
Scoparia ischnoptera là một loài bướm đêm trong họ Crambidae.